# Калібр 30 мм

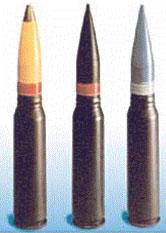
30×173 мм набої

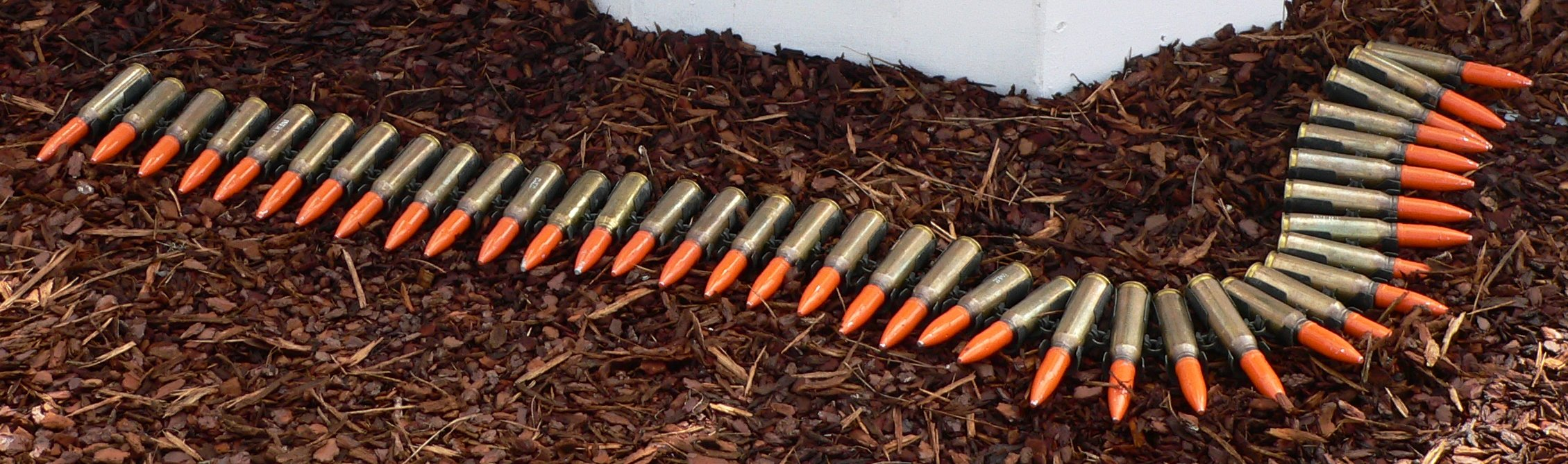
30 мм набої

Калібр 30 мм — калібр набоїв для автоматичної гармати. Серед них є стандартизовані НАТО набої 30×173 мм (STANAG 4624) та 30×113 мм (STANAG 7219), а також поширені у світі радянські набої 30×165 мм.
Калібр 30 мм мають й низка гранатометів та пострілів для них, зокрема, ВОГ-17.

## Використання

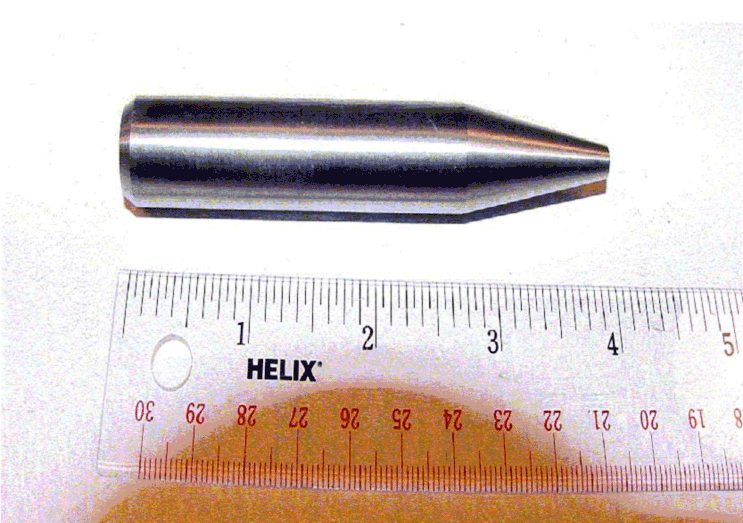
Снаряд зі збідненого урану калібру 30×173 мм для GAU-8

Набої калібру 30 мм зазвичай використовують не проти піхоти, а проти броньованої техніки. Снаряди такого калібру ефективні проти бронетехніки, а також фортифікаційних споруд.
Гармати калібру 30 мм встановлені на багатьох зразках техніки радянського, російського та українського виробництва, наприклад, штурмовиках Су-25, гелікоптерах Мі-24, Мі-28, Ка-50, Ка-52 та бронетехніці: БМП-2, БМП-3 і БТР-82, БТР-3, БТР-4. Сучасні російські засоби протиповітряної оборони мають калібр 30 мм. Також налагоджене виробництво гармат калібру 30 мм і в Україні — ЗТМ-1 (аналогічна радянській 2А72) та ЗТМ-2 (аналог радянської 2А42).
Армія США використовує зброю калібру 30 мм на штурмовику A-10 Thunderbolt II (30×173 мм) та ударному гелікоптері AH-64 Apache (30×113 мм). Її використовували на Експедиційній бойові машині поки проект не було закрито.

## Типи 30мм набоїв
30 мм набоїв зазвичай бувають трьох варіантів: бронебійні (англ. AP), фугасні (англ. HE) та тренувальні. Бронебійні та фугасні набої зазвичай мають також і запальні можливості.

## Приклади використання 30мм набоїв
30×90 мм RB

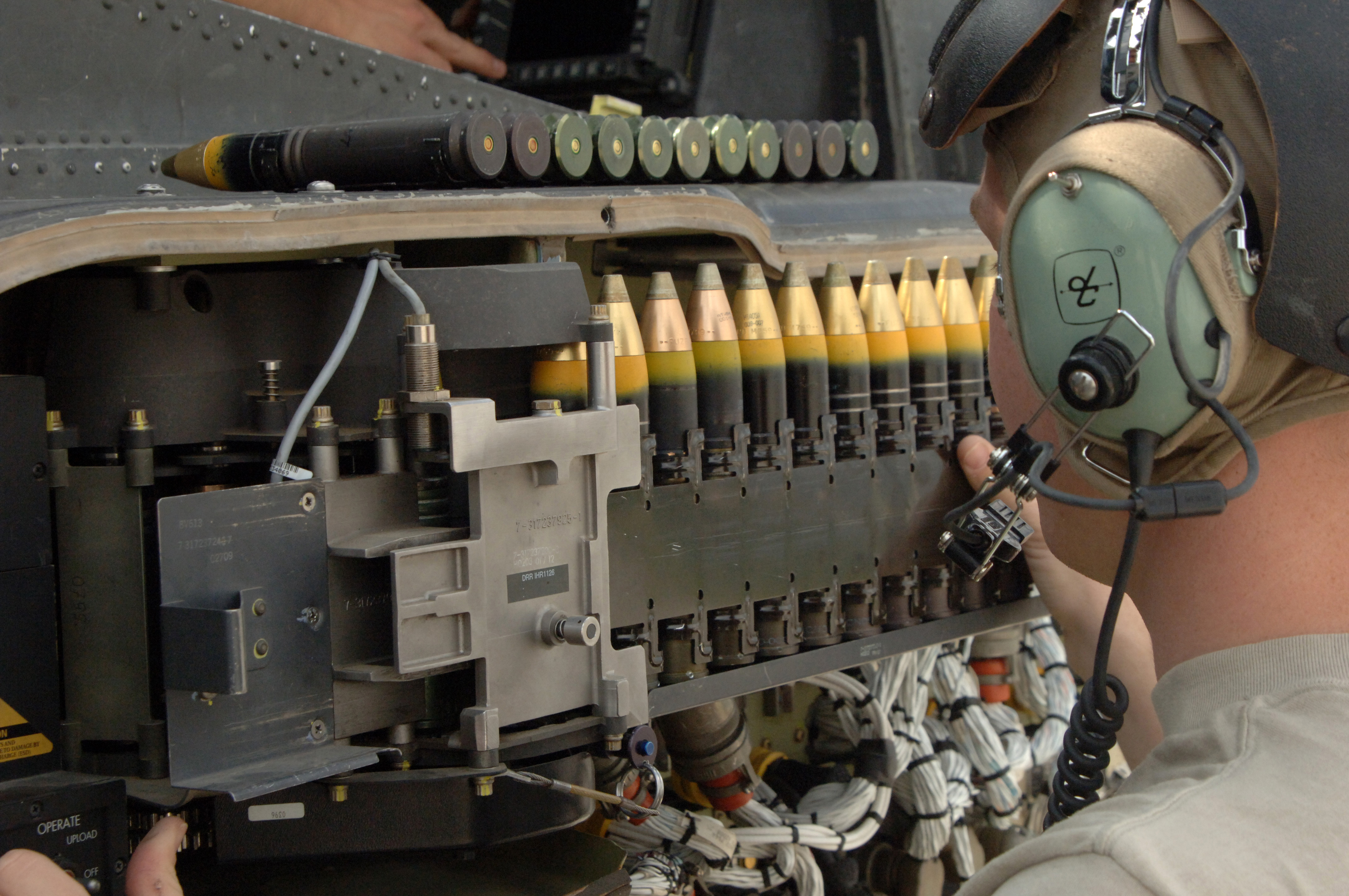
Завантаження набоїв 30×113 мм у гелікоптер AH-64D Apache Longbow

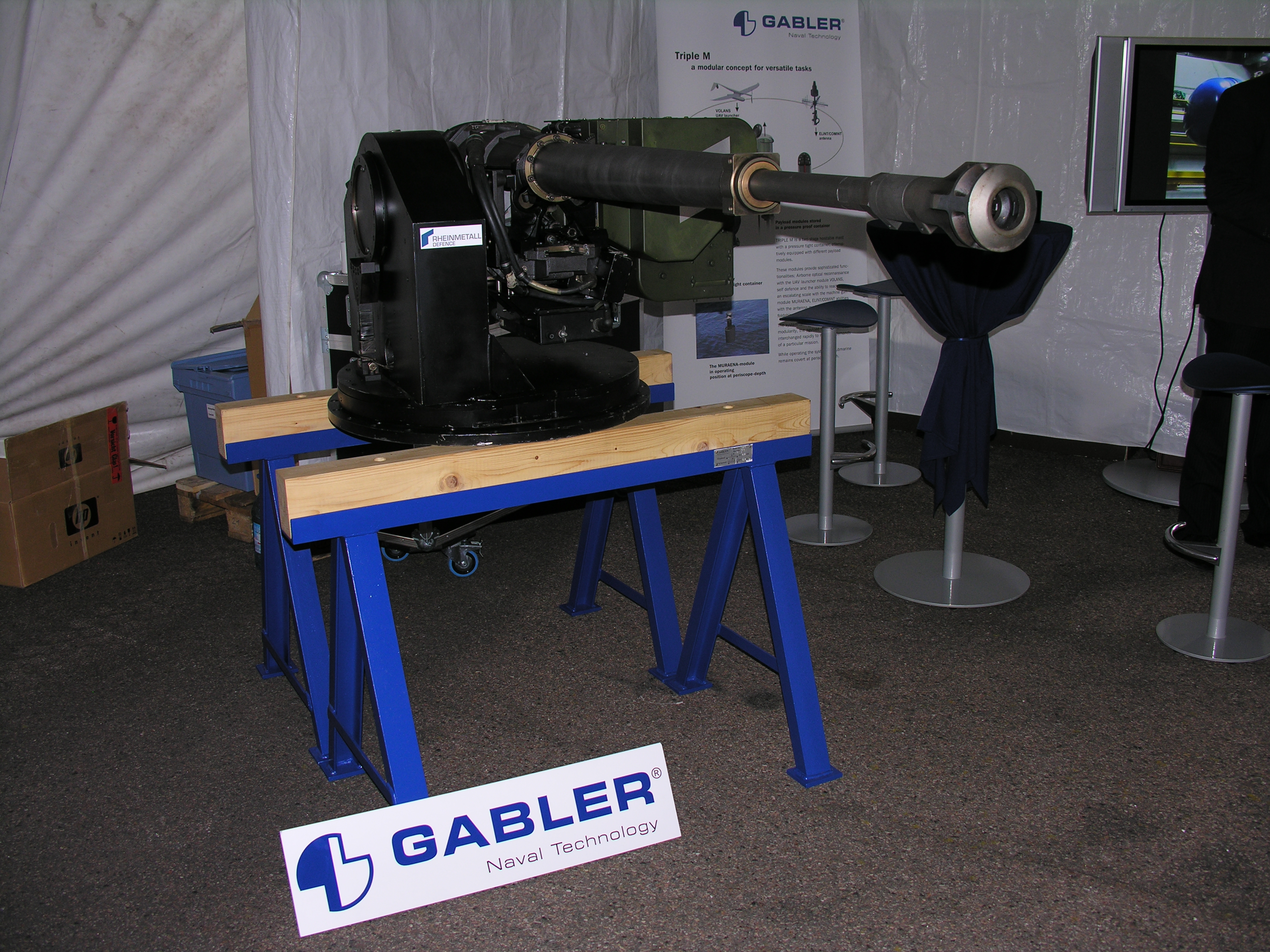
Rheinmetall RMK30 (виставка TechDemo 2008)

- MK 108 гармата (Німеччина, авіація, Друга Світова)

30×92 мм RB
- 30 мм гармата Type 2 (Японія, авіація, Друга Світова)

30×113 мм B
- Hughes M230 Chain Gun (США, 1975–)
- Royal Small Arms Factory ADEN револьверна гармата (Велика Британія, літак, 1954–)
- GIAT DEFA 550 series револьверна гармата (Франція, 1954–)
- Nexter 30 M 781 револьверна гармата (Франція)
- XM188

30×114 мм
- Ho-155 гармата (Японія, авіація, Друга Світова)

30×122 мм
- 30 мм гармата Type 5 (Японія, авіація, Друга Світова)

30×150 мм B
- 30M791 револьверна гармата (Франція)

30×155 мм B
- Нудельман-Ріхтер НР-30 (Росія, авіація)

30×165 мм
- Грязев-Шипунов ГШ-30-2 (Росія, авіація)
- Грязев-Шипунов ГШ-30-1 (Росія, авіація)
- Грязев-Шипунов ГШ-6-30 автоматична гармата за схемою Гатлінга (Росія)
- AK-630 CIWS
- 2A38 (Росія, зенітна гармата)
- 2А42 (Росія, гармата БМП). В Україні налагоджено випуск аналога ЗТМ-2 (КБА-113), що входить, зокрема, до бойового модуля Шквал.
- 2A72 (Росія, гармата БМП). В Україні налагоджено випуск аналога ЗТМ-1 (КБА-2), що входить, зокрема, до бойового модуля Шквал.

30×170 мм
- L21A1 RARDEN швидкострільна гармата (Велика Британія, техніка, 1970–)
- Oerlikon KCB (Швейцарія)

30×173 мм (STANAG 4624)
- Oerlikon KCA (Швейцарія)
- GAU-8 Avenger (США, авіація)
- Bushmaster II (США)
- Rheinmetall Mk30-2 (Німеччина, БМП)
- Rheinmetall Mk30-1 (Німеччина)
- Goalkeeper CIWS (Нідерланди,1980-)
- Type 730 CIWS (Китай,1993-)
- Type 1130 CIWS (Китай)
- H/PJ14(CS/AN2) (Китай)
- H/PJ17 (Китай)
- Denel Land Systems EMAK 30 (Південна Африка, БМП)[1]
- Maadi Griffin 30mm (США, гвинтівка)

30×184 мм B
- MK 101 гармата (Німеччина, авіація, Друга Світова)
- MK 103 гармата (Німеччина, авіація, Друга Світова)

30×210 мм B
- AK-230 (Росія, корабельна зенітна гармата)

30×250 мм Caseless
- Rheinmetall RMK30 безвідкатна гармата (Німеччина)[2], швидкість стрільби 300 пострілів за хвилину, ефективна дальність стрільби – 2 км[2].